# Ґеорґ Ґросс
Ґеорґ Ґрос або Георг Еренфрід Грос (нім. Georg Ehrenfried Groß, нім. George Grosz, Німецька: [ɡʁoːs]; 26 липня 1893 — 6 липня 1959) — німецький художник, відомий зокрема своїми соціально-політичними карикатурами і картинами берлінського життя 1920-х років. Був провідним представником берлінських дадаїстів і членом «Нової речевості» під час Веймарської Республіки. 
Після еміграції до Сполучених Штатів Америки відмовився від стилю та предмету своїх попередніх праць. Викладав протягом багатьох років у Лізі студентів художників Нью-Йорка.

## Життя і кар'єра
Ґеорґ Еренфрід Ґрос народився в Берліні. Його батьки були благочестивими лютеранами. Його батько Карл, який працював в офіцерській їдальні, помер у 1901 році, коли Ґеорґу було сім років. Ґрос виріс у померанському місті Столп (тепер Слупськ, Польща), де його мати готувала і вела господарство у місцевому офіцерському зібранні. За порадою свого двоюрідного брата Ґрос почав відвідувати щотижневий клас малювання, в якому викладав місцевий художник Ґрот. У 1909—1911 роках навчався у Дрезденській академії образотворчих мистецтв, де його вчителями були Річард Мюллер, Роберт Стерл, Рафаель Веле й Осмар Шиндлер. У цей період Ґрос зазнає впливу німецького експресіонізму, який зародився саме у Дрездені завдяки зусиллям мистецького гурту «Die Brücke». Згодом він навчався в Берлінській художньо-промисловій школі, в майстерні Еміля Орлика.
У листопаді 1914 році пішов на фронт. Але вже 1915 року його комісували через захворювання. У 1916 році він «дегерманізує» своє ім'я і прізвище на знак протесту проти німецького націоналізму. Німецьке ім'я Georg перетворює на George. А в прізвищі Groß замінив німецьку літеру «ß» фонетичним еквівалентом «sz» — Grosz.
У січні 1917 року Ґроса знову мобілізували до війська. Його визнали придатним для несення нестройової, гарнізонної служби. Незабаром за непокору і спробу самогубства Ґроса віддали під суд і засудили до розстрілу. Лише втручання колекціонера графа Гаррі Кесслера врятувало його від страти.
Наприкінці 1918 року Ґрос приєднався до Союзу Спартака, перейменованого в Комуністичну партію Німеччини. Під час повстання спартакістів у січні 1919 року Ґроса заарештували, але він уникнув в'язниці, скориставшись фальшивими документами. 
1920 року Ґеорґ одружився зі своєю колишньою співученицею Евою Петерс.
У 1921 році Ґроса звинуватили в образі німецької армії й оштрафували на 300 німецьких марок. За вироком суду також була знищена серія його сатиричних малюнків «Gott mit uns» («З нами Бог»).
1928 року Ґроса звинуватили у богохульстві після публікації антиклерікальних малюнків, але згодом виправдали.
1922 року Ґрос вирушив до Радянської Росії разом із письменником Мартіном Андерсеном-Нексе. Після прибуття до Мурманська їх заарештували як шпигунів. Щоправда після перевірки їм дозволили зустрітися з Григорієм Зінов'євим, Анатолієм Луначарським і Володимиром Леніним. Піврічне перебування в Радянському Союзі справило на Ґроса, який заперечував будь-яку форму диктатури влади, гнітюче враження. Уже 1923 року він вийшов із лав комуністичної партії, хоча його політичні погляди майже не змінилися до кінця 1920-х років.
Незадовго до приходу Гітлера до влади Ґрос залишив Німеччину. У нацистській Німеччині його творчість була зарахована до «дегенеративного мистецтва». У 1932 році ненадовго поїхав до Сполучених Штатів Америки. А наступного року остаточно емігрував до США. 1938 року отримав американське громадянство. Поселився у Бейсайді, Нью-Йорк. До 1955 року викладав у Лізі студентів художників Нью-Йорка.
У США Ґрос вирішив розірвати зі своїм минулим і змінити свій стиль. Він продовжував регулярно виставляти свої картини, а в 1946 році опублікував свою автобіографію «Маленьке „Так“ і велике „Ні“». У 1950-х роках він відкрив у себе вдома приватну художню школу, а також працював художником в Арт-центрі Де-Мойн. 1950 року Ґрос став асоційованим академіком у Національній академії дизайну. 1954 року його обрали в Американську академію мистецтв і літератури.
У травні 1959 року художник разом зі своєю жінкою повернувся до Західного Берліна. 6 липня 1959 року Ґрос провів ніч зі старими друзями. Оскільки під ранок художник ледь тримався на ногах, товариші провели його додому. Але художник помилився й увійшов у двері, які вели у підвал. Він скотився по сходах і зазнав серйозних травм. Коли його знайшли, він ледь дихав. Однак врятувати йому життя так і не вдалося.

## Творчість
До 1914 року Ґрос перебував під впливом експресіонізму та футуризму. Також працював над ілюстраціями, графіті й дитячими малюнками.
«Місто» (1916—1917) стало першим з-поміж численних картин сучасного міського краєвиду. До інших належать апокаліптичний «Вибух» (1917), «Метрополіс» (1917) і «Похорон»(1918), що зображує божевільну похоронну процесію. 
1918 року він оселився в Берліні і приєднався до гурту берлінських дадаїстів. У цей час використовував свої сатиричні малюнки для нападу на буржуазних прибічників Веймарської республіки.
1924 року став організатором «Червоної групи» художників, а з 1928 року членом Асоціації революційних художників Німеччини. Писав гостропсихологічні портрети у дусі «Нової речевості». Створює цикл сатиричних портретів прусських юнкерів, великих магнатів і генералів, з-поміж яких популярність здобули графічні цикли «Особа панівного класу» (1921), «Ecce Homo» (Ось людина), 1922 року, «Нове обличчя панівного класу» (1930), гротескна манера яких навіяна наївним вуличним малюнком. 
Після його еміграції до США в 1933 році Ґрос «різко відкинув [свої] попередні праці й карикатуру в цілому». Вагоме місце в його графіці займає жанр ню, який він трактує у звичайному для себе різко-гротескному дусі.
1944 року Ґрос створив серію малюнків «Каїн, або Гітлер в пеклі». Хоча пом'якшення його стилю стало помітним ще наприкінці 1920-х років, твори Ґроса набули більш сентиментального тону в Америці, зміна якого розглядалася як занепад. Його пізні праці вже не досягли успіху берлінських років.
У 1947—1959 роках Ґеорґ Ґрос мешкав у Гантінґтоні (штат Нью-Йорк), де викладав живопис у Гантінґтонській лізі мистецтва. Через скрутне становище художник вирішив продати своє полотно «Затемнення Сонця» 1926 року. Згодом картину придбав маляр Том Константин за 104 $. 1968 року він продав полотно Художньому музею Гекшера в Гантінґтоні за 15 тисяч доларів. Оскільки «Затемнення Сонця» зображує підбурювання до війни виробниками озброєння, парк біля музею Гекшера, де зберігалася картина, наприкінці 1960-х — на початку 1970-х років став місцем збору протестувальників проти В'єтнамської війни.
У 2006 році музей Гекшера вирішив продати «Затемнення Сонця» за близько 19 мільйонів доларів, щоб провести реконструкцію будівлі. Однак громадськість виступила проти такого рішення.
Мав вплив на творчість італійського художника Шипіоне.